# Talbot 75, 90 e 105
Le 75, 90 e 105 erano tre autovetture di fascia alta prodotte tra il 1928 ed il 1934 dalla Casa automobilistica anglo-francese Talbot.

## Profilo e storia
La storia di queste tre autovetture ha la sua origine nell'ingresso sul mercato della Talbot 14/45HP, una vettura che conobbe un buon successo commerciale.

L'ingegner Georges Roesch, assunto da poco tempo e con il successo della 14/45HP al suo attivo, aveva però in mente anche delle versioni sportive e di fascia più alta rispetto alla 14/45HP stessa, perciò, prendendo come base proprio la sua torpedo, inserì nel vano motore un nuovo 6 cilindri da 2267 cm³ in grado di erogare 76 cv di potenza massima. il notevole incremento di potenza fu supportato anche dall'adozione di nuovi freni a tamburo di diametro maggiore.

La Talbot 75 portava con sé una novità: la carrozzeria chiusa. Non più torpedo, quindi, perché ci si era accorti che il pubblico stava cominciando a preferire le auto con carrozzeria chiusa e non più le torpedo o le roadster. Anche le prestazioni erano di ottimo livello per l'epoca: la velocità massima raggiungeva infatti i 125 km/h.
Per le gare, l'ingegner Roesch prese una Talbot 75 e ne aumentò il rapporto di compressione, in modo da accrescere la potenza massima fino a 93 CV. Nacque così la Talbot 90, pensata principalmente per le competizioni. Fu impiegata nel circuito di Brooklands, ma i suoi risultati migliori li ebbe alla 24 Ore di Le Mans del 1930, dove due Talbot 90 si piazzarono al terzo e al quarto posto.

L'ultima evoluzione fu la Talbot 105, ottenuta impiegando un motore da 3 litri (2960 cm³ per la precisione) in grado di erogare ben 140 CV di potenza massima. Grazie a tale vettura, ai precedenti allori si aggiunse un nuovo terzo posto a Le Mans nel 1931 ed inoltre numerosi altri successi a Brooklands e la vittoria alla Coppa delle Alpi.